# Alcachofa de Benicarló

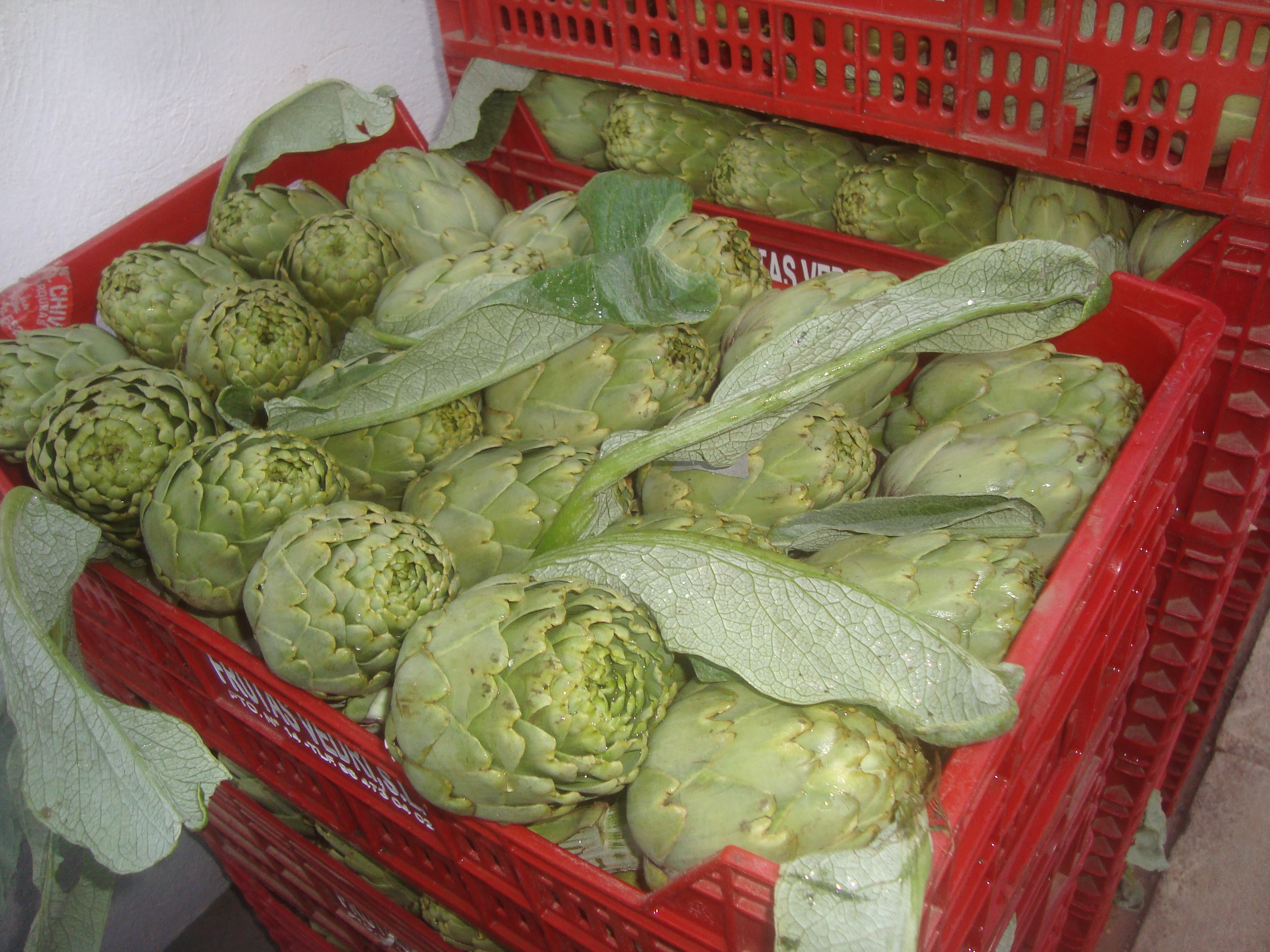
Cosecha de alcachofas

Alcachofa de Benicarló es una Denominación de Origen que protege e identifica el cultivo de la alcachofa en la comarca castellonense del Bajo Maestrazgo, en España.

## Historia
El cultivo de la alcachofa es tradicional en la zona, destacando la localidad de Benicarló que incluye un cardo en su escudo (de Berenguer de Cardona, maestre del temple que gobernó la comarca en el siglo XIV). El cultivo de la planta para consumo doméstico se cree que se inició en el siglo XIII si bien la primera referencia es del insigne botánico Antonio José de Cavanilles en el siglo XVIII.
Sin embargo la producción y comercialización a gran escala se produjo a partir de la década de los cuarenta del siglo XX con el auge del comercio. La denominación de origen se aprobó el 18 de septiembre de 1998.
En la actualidad, estas alcachofas son las más famosas de España junto con la Alcachofa de Tudela.

## Zona geográfica y temporada
La alcachofa de Benicarló se cultiva en las localidades de Benicarló, Cálig, Peñíscola y Vinaroz, todas de la provincia de Castellón.
La temporada de este cultivo va de octubre a junio.

## Cómo reconocerla
La Alcachofa de Benicarló destaca por su forma chata y compacta, y por su peculiar hoyuelo. Se comercializa debidamente identificada con el Anagrama del Consejo Regulador de la Denominación de Origen Protegida Alcachofa de Benicarló. Solamente está acogidas a la Denominación de Origen, las alcachofas Extra y Primera.

## Consejo Regulador de la Denominación de Origen Protegida Alcachofa de Benicarló (CRDOP)

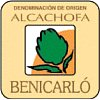
Símbolo de la Denominación de Origen Alcachofa de Benicaló

La denominación de Origen "Alcachofa de Benicarló" y su reglamentación específica, fue aprobada el 18 de septiembre de 1998. El 11 de noviembre de 2003 fue declarada Denominación de Origen Protegida (DOP) por la Unión Europea.
El Consejo Regulador es el encargado de controlar todo el proceso de elaboración de la Alcachofa de Benicarló-desde su recogida en los campos, pasando por su selección, envasado, etiquetado y expedición.
El CRDOP Alcachofa de Benicarló está formado por 5 almacenes productores que se encargan de cumplir con todo este proceso para garantizar la máxima calidad en cada hortaliza. Se trata de: Benihort (Cooperativa Agrícola de Benicarló),Fruits Belgi, Frudex, Senar Caldés y Frutas y Verduras Vamp.